# C-펩타이드
C-펩타이드(connecting peptide, C-peptide)는 프로인슐린에서 인슐린의 A사슬과 B사슬을 연결하는, 31개의 아미노산으로 구성된 짧은 폴리펩타이드이다. 당뇨병이나 저혈당증 등에서, 비슷한 임상적 특징을 가진 서로 다른 질환을 감별진단하는 데에 혈청의 C-펩타이드 농도를 측정하면 도움이 될 수 있다.
인슐린 합성 경로에서 첫 분자인 프리프로인슐린은 A사슬, C-펩타이드, B사슬, 신호펩타이드와 함께 췌장에 존재하는 베타 세포의 소포체로 전위된다. 신호펩타이드는 신호펩타이드 가수분해효소에 의해 펩타이드의 N 말단에서 잘려 나가며 프로인슐린이 남게 된다. 프로인슐린이 골지체에서 소포에 의해 싸이면서 베타 과립이 만들어지고 보관된 후에는 C-펩타이드가 제거되고, A사슬과 B사슬이 이황 결합에 의해 붙은 상태로 남는다. 이 둘이 인슐린의 분자를 이룬다.

## 역사
프로인슐린의 C-펩타이드는 인슐린 생합성 경로의 발견과 관련하여 1967년 처음 기술되었다. 소의 C-펩타이드의 분리, 서열의 확인, 사람 C-펩타이드의 조제는 1971년 수행되었다.

## 기능

### C-펩타이드의 세포 효과
C-펩타이드는 신경세포, 내피세포, 섬유아세포, 세뇨관 세포 등의 다양한 세포 표면에 나노몰 수준의 농도로 결합하는 것으로 밝혀져 있다. C-펩타이드가 결합하는 수용체는 GPCR로 생각된다. 수용체가 결합하여 신호가 가면 MAPK, PLCγ, PKC 등의 Ca2+ 의존성 세포내 신호 경로를 활성화시키면서 eNOS와 같은 여러 전사인자와 나트륨-칼륨 ATP가수분해효소(Na+K+ATPase)의 활성이 상향조절된다. 제1형 당뇨병 환자에서는 해당 효소들의 활성이 감소하며, 이는 말초신경병증, 자율신경병증 등 제1형 당뇨병의 장기적인 합병증 발생을 시사할 수 있다고 알려져 있다.
제1형 당뇨병에 관한 생체내(in vivo) 동물 연구에서는 C-펩타이드 투여가 신경과 콩팥 기능을 상당히 개선할 수 있다고 결론 내렸다. 즉 당뇨병으로 인한 신경병증의 초기 소견이 있는 동물들에서, C-펩타이드 치료는 말초신경 기능을 개선시킨다. 이는 신경 전도 속도의 증가, 신경의 나트륨-칼륨 펌프 활성의 증가, 신경 구조 변화의 상당한 개선을 근거로 한다. 비슷하게 신경병증이 있으며 C-펩타이드가 결핍된 동물들에게 C-펩타이드를 투여하면 콩팥 기능과 구조를 개선하는데, 소변의 알부민 배설량을 줄이며 당뇨병으로 인해 혈관사이바탕질에 이차적으로 발생하는 사구체의 변화도 예방하거나 감소시킬 수 있다. 또한 C-펩타이드는 항염증 효과가 있으며 평활근 세포의 복구를 돕는다고 보고되었다. 2021년의 역학 연구에서는 C-펩타이드 농도와 심혈관계 질환 간에 U자 모양의 관계가 있다고 제안하였다.

## C-펩타이드 검사
제1형 당뇨병을 제2형 당뇨병이나 단일유전자 당뇨병과 감별진단하기 위하여 당뇨병 환자의 C-펩타이드 농도를 측정할 수 있다. C-펩타이드는 인슐린과 같은 몰수만큼 분비되므로, C-펩타이드 측정은 환자가 생산하는 자연적인 인슐린 양을 결정하는 데에 도움이 될 수 있다. 인슐린 대신 C-펩타이드 농도를 측정하는 이유는 인슐린을 주사로 투여 받고 있는 환자라도 C-펩타이드를 측정하여 환자 자체의 인슐린 분비량을 알아낼 수 있기 때문이다. 간은 간문맥으로 분비되는 인슐린을 대사하지만 C-펩타이드는 대사할 수 없는데, 따라서 혈중 C-펩타이드를 측정하여야 인슐린 자체를 측정하는 것보다 간문맥의 인슐린 분비량을 더 정확히 알아낼 수 있다. C-펩타이드 농도가 매우 낮다면 제1형 당뇨병과 인슐린 의존성을 확진할 수 있으며 혈당변동성, 고혈당증, 합병증 위험 증가와 관련되어 있다. 특히 환자가 과체중이거나 인슐린 저항성이 있다면, 제1형 당뇨병 진단 기준에 포함되지만 어느 정도 높은 C-펩타이드 농도는 제2형 당뇨병 환자의 C-펩타이드 농도와 어느 정도 겹칠 수 있으므로 C-펩타이드 측정이 진단에 도움이 덜 될 수 있다.